# Transportul feroviar în Etiopia
Transportul feroviar în Etiopia în prezent constă numai dintr-o linie de la Djibouti la Dire Dawa. Linia continuă la Dire Dawa spre Addis Abeba, dar nu mai este operațională. Se planifică o nouă rețea de cale ferată. 

## Prezentare generală
Imperial Railway Company of Ethiopia (adesea menționată cu numele său în franceză Compagnie Impériale des Chemins de Fer Éthiopiens) a fost o firmă semi-privată care a fost fondată în 1894 pentru a construi și a opera o cale ferată în estul Etiopiei de la Addis Abeba până la portul Djibouti în ceea ce era atunci Somalia franceză. Societatea a intrat în faliment în 1906 când certurile politice au dus la oprirea lucrărilor și nu a reușit să obțină un nou capital financiar. Până în acel moment se construise linia de cale ferată din Djibouti până în mijlocul deșertului etiopian. Punctul ei terminus a evoluat în ceea ce este astăzi orașul Dire Dawa. 

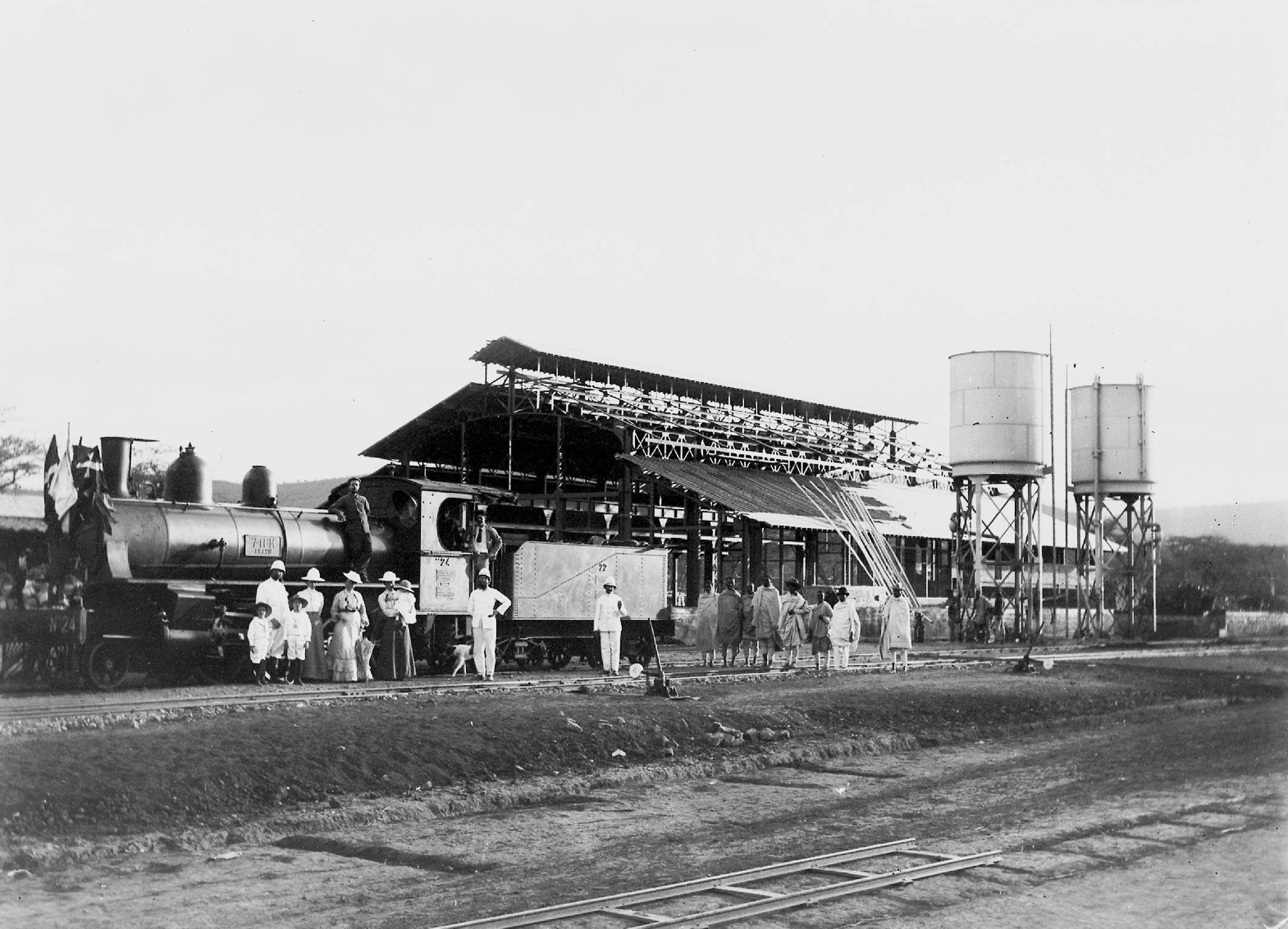
Inginerul elvețian Alfred Ilg și familia sa în stația de trenuri Dire Dawa

Discuțiile despre o cale ferată etiopiană au fost inițiate de Alfred Ilg, un consilier al împăratului Menelek al II-lea. El a încercat să atragă atenția fostului împărat și altor personalități politice etiopiene privind construcția unei căi ferate care să înlocuiască transportul cu catâri de șase săptămâni dintre capitală și orașul-port francez, dar nu a avut niciun succes. Când Menelek a ajuns la tron în 1889, negocierile au reînceput și a fost emis un decret prin care au primit patentul din 11 februarie 1893 privind studiul construcției unei linii de cale ferată. Ilg, cetățean elvețian, și mai mulți asociați de cetățenie franceză au fondat împreună o firmă și a primit o cartă regală pe 9 martie 1894 care le permitea să înceapă lucrările. Menelek a rezistat tentațiilor de a dona personal orice fonduri pentru noua societate, dar a acordat un leasing de 99 ani către Ilg și asociații săi în schimbul unui număr de acțiuni la firmă și jumătate din toate profiturile care depășesc 3000000 franci. În plus, societatea era obligată să construiască și o linie de telegraf de-a lungul traseului. 

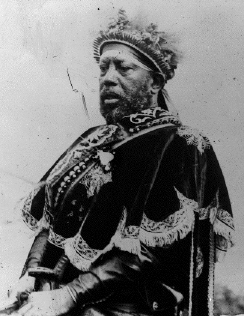
Menelek al II-lea al Etiopiei

Abia în 1897 autoritățile franceze au acordat permisiunea necesară construcției. Elemente ale nobilimii tradiționale s-au opus construcției și au existat demonstrații populare împotriva sa. De asemenea s-a opus și legația britanică din Addis Abeba, care se temea de o reducere a traficului din portul Zeila, Somalia Britanică. 
Firma a avut și dificultăți în vânzarea acțiunilor sale în Europa. Interesul investitorilor a fost scăzut, la fel fiind și interesul oficial al guvernului francez. Stocul inițial oferea doar câștiguri de 8.738.000 franci față de cei 14 milioane proiectați și o ofertă suplimentară de 25,5 milioane de franci în obligațiuni care au fost cedați la numai 11.665.000 franci. Acestă sumă era prea mică pentru a se putea finaliza linia. În ciuda acestor neajunsuri, construcția a început în octombrie 1897 din Djibouti, un port până atunci minor, dar care s-a extins în primul rând pentru a servi calea ferată. O echipă de lucrători arabi și somalezi, supravegheată de către europeni, a început munca la calea ferată și la linia asociată de telegraf. Etiopienii s-au angajat în mare parte ca forțe de securitate, pentru a preveni furtul de materiale. Acest lucru a dus la creșterea corupției în rândul administrației franceze, care a înscenat diferite incidente de sabotaj și cereri de fonduri pentru cumpărarea șefilor locali despre care se spunea că sunt responsabili pentru daunele pricinuite. În plus, calea ferată a trebuit să evite comunitățile locale și sursele de apă, ceea ce a făcut ca ea să fie construită prin deșert. Acest lucru a făcut ca firma de căi ferate să construiască apeducte pentru a deservi linia, o cheltuială suplimentară neplanificată.

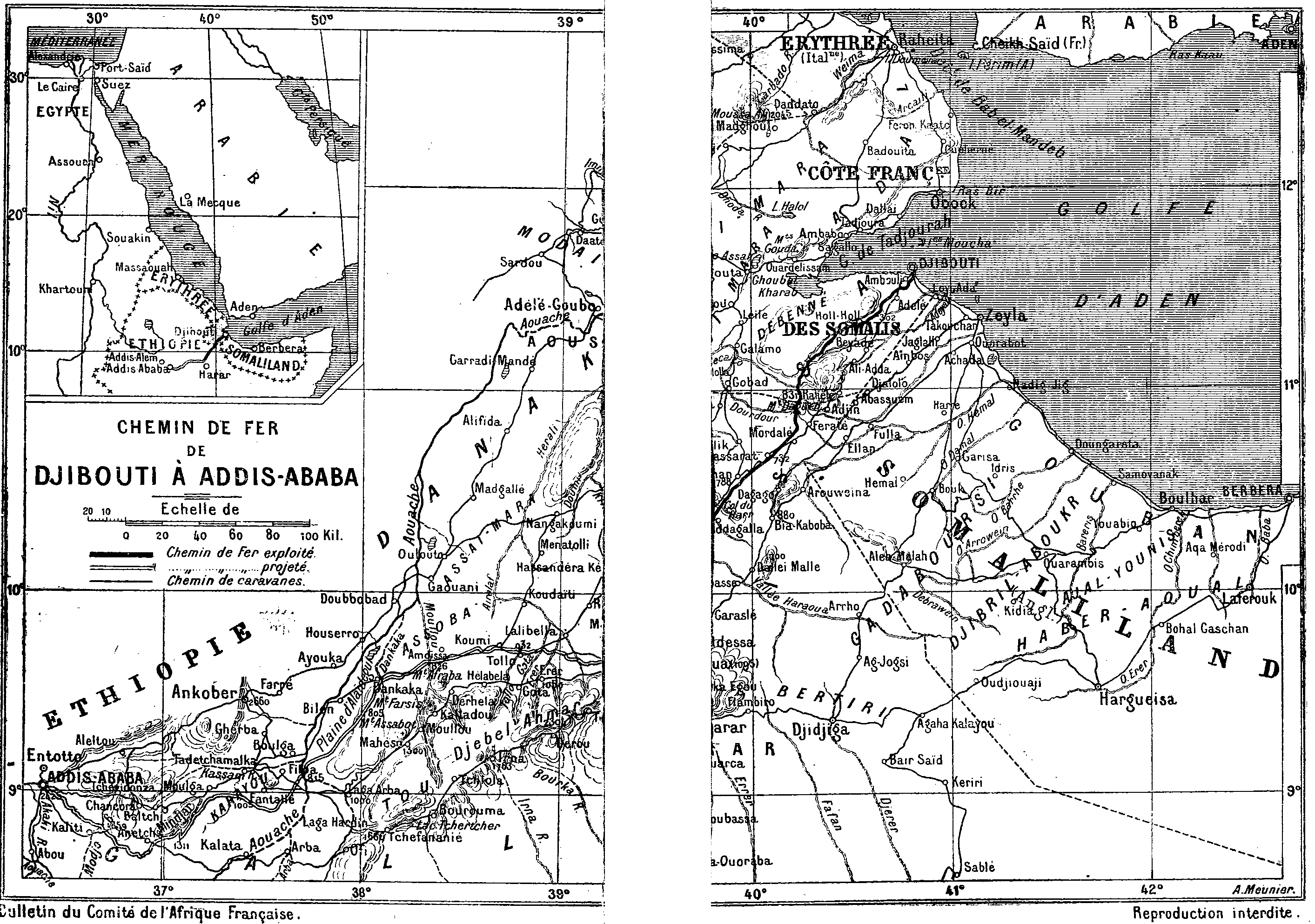
Harta căii ferate Djibouti - Adis Abeba

Chiar înainte de a se apropia de granița etiopiană, a fost clar că firma avea grave probleme financiare. Un grup de investitori britanic care se numeau New Africa Company efectiv a preluat controlul asupra firmei pe mai mulți ani. Acest grup a fost o nouă sursă de capital și din 1901 s-au asociat cu investitori francezi pentru a forma International Ethiopian Railway Trust and Construction Company - o firmă de exploatație care în esență controla calea ferată și îi furniza capital suplimentar. Prima exploatare comercială a început în iulie 1901, din Djibouti la Dire Dawa. 
Acest amestec de interese britanice și franceze s-au dovedit volatile, din moment ce fiecare grup de investitori urmărea tot mai mult interesele sale atât naționale cât și comerciale. Ambele guverne au devenit interesate de a pune monopol pe comerțul etiopian și conspirau pentru a pune partea adversă într-o poziție minoră. Cerințele și amenințările celor două guverne au făcut ca în 1902 împăratul Menelek să interzică extinderea liniei de cale ferată la Harar. Negocierile franceze privind reluarea lucrărilor au fost blocate de suspiciunile în creștere ale împăratului Menelek privind motivele francezilor și calea ferată nu a putut câștiga suficient pentru a plăti înapoi datoriile societății cu un astfel de serviciu limitat. Înțelegerea semnată între Anglia și Franța la 8 aprilie 1904 a redeschis posibilitatea investițiilor și dezvoltării franco-britanice a căii ferate, dar cele două părți nu au făcut niciun progres în acest sens. Formal, firma a dat faliment în 1906.

## Reconstrucția

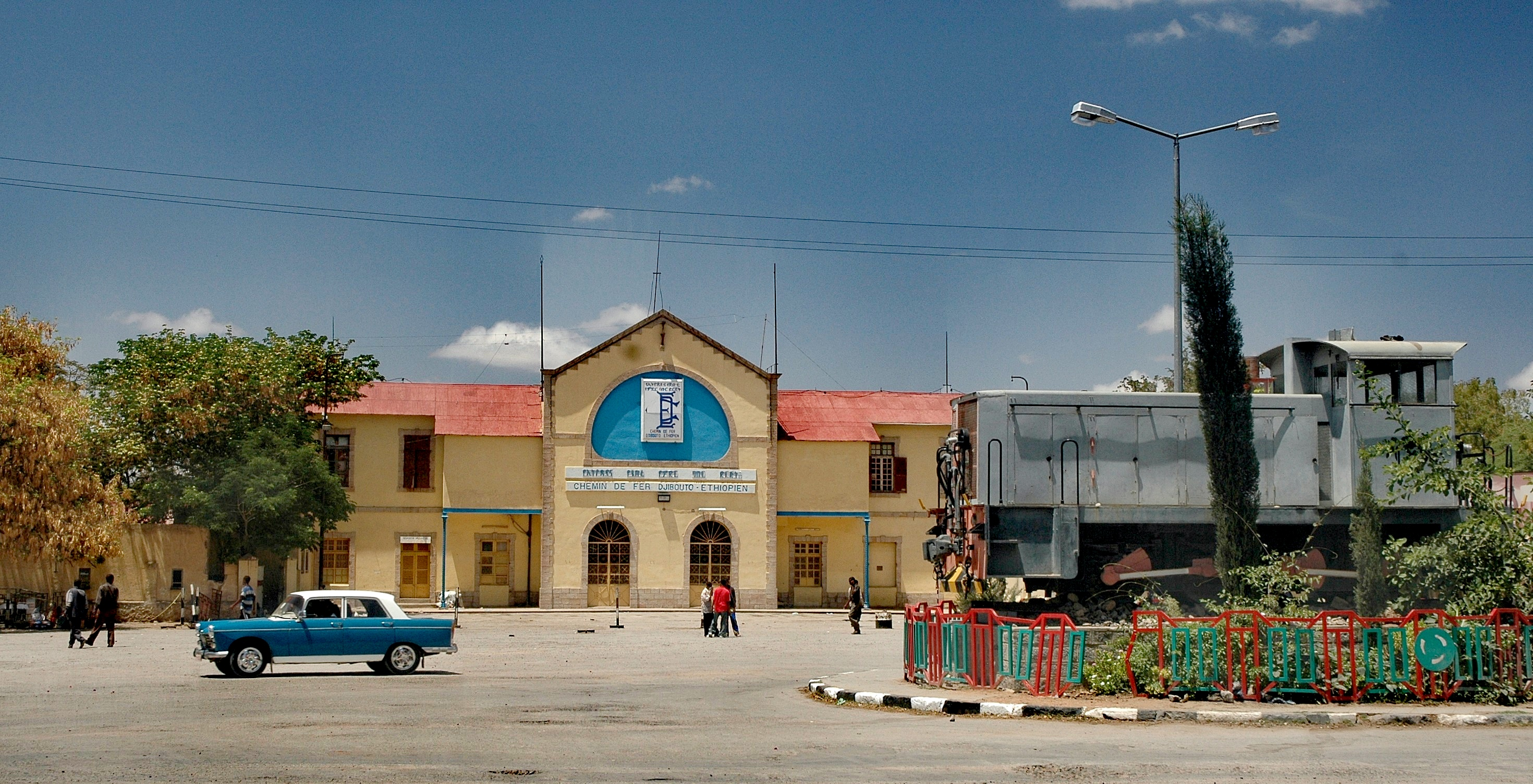
Stația de cale ferată etiopiană de la Dire Dawa (în prezent).

În 1908, activele societății au fost transferate la o nouă firmă, Compagnie de Chemin de Fer Franco-Ethiopien de Jibuti à Addis Abeba, care a primit o nouă concesie pentru a termina linia de la Addis Abeba. După un an de certuri cu finanțatorii anteriori și cu guvernele lor, construcția a început din nou. Prin 1915 linia a ajuns la Akaki, la numai 23 de kilometri de capitală. Doi ani mai târziu lucrările la calea ferată au ajuns în cele din urmă la Addis Abeba.
Cota Etiopiei în această cale ferată a fost confiscată de către guvernul italian în cel de-al Doilea Război Italo-Etiopian, dar a fost recâștigată de către Etiopia după cel de-al doilea război mondial. După proclamarea independenței statului Djibouti în 1977, ponderea franceză în această cale ferată a fost transferată noii națiuni.

## După război
Lucrătorii căii ferate au fost pionieri ai sindicatului etiopian. Ei au organizat unul dintre primele sindicate ale muncii în Etiopia în 1947 (Railroad Workers Syndicate of Dire Dawa), sindicat care avea ca scop bunăstarea reciprocă. Deși conducătorii acestui sindicat au colaborat cu Guvernul, o tentativă de grevă din 1949 a fost suprimată cu brutalitate de către trupele guvernamentale; în acea perioadă toate grevele erau văzute de către oficialii guvernamentali ca o formă de insurecție.
Compania de căi ferate efectuează sondaje în vederea extinderii liniei de cale ferată cu 310 kilometri în sud de la Adama la Dilla între 1960 și 1963. Guvernul a fondat o nouă companie Nazaret-Dilla pentru a sprijini această nouă rută. Deși guvernul francez a oferit un împrumut pentru a finanța această nouă rută în 1965 și experți iugoslavi au studiat și au crezut că acest proiect ar putea fi util, totuși nu a fost realizat niciodată.
După independența statului Djibouti (1977), Franța a transferat proprietățile sale Guvernului din Djibouti, apărând astfel Căile Ferate Etio-Djiboutiene (prin 1982).
În 2003 Comisia Europeană a pregătit un grant de 40 de milioane de euro pentru reabilitarea feroviară a căii ferate Djibouti-Etiopia. Datorită creșterii prețurilor oțelului și combustibililor, Comisia a mărit această subvenție la 50 de milioane de euro în 2006. Ministerul Djiboutian al Echipamentelor și Transportului și Ministerul Etiopian al Transporturilor și Comunicațiilor au ales compania sud-africană Comazar pentru a administra calea ferată în martie 2006. În iunie 2007 nu s-a reușit să se semneze o concesiune pe 25 de ani, astfel încât au început noi negocieri cu compania kuweitiană Fouad Alghanim and Sons Group Arhivat în 7 ianuarie 2012, la Wayback Machine..
Guvernele celor două țări (Djibouti și Etiopia) au semnat un acord cu consorțiul italian Consta la 29 noiembrie 2006 pentru ca lucrările să înceapă la începutul anului 2007 pe tronsoanele de linie care au fost deteriorate în timpul războiului dintre Somalia și Etiopia din 1977-78 pentru controlul regiunii Ogaden. Ecartamentul acestei linii este de 1,000 mm (3 ft 3 3⁄8 in).

## Noua rețea
În ianuarie 2010, s-a anunțat că guvernul etiopian a semnat un memorandum de înțelegere cu patru companii, China Communications Construction, China Railway Engineering Corporation și o companie indiană și una rusă.
După ce toate părțile, cu excepția firmelor chineze, nu au reușit să vină cu oferte tentante, contractul a fost atribuit companiei CRCG. În august 2012, s-a convenit ca finanțarea proiectului să o facă Export and Import Bank of China. În septembrie 2010, au început lucrările la acest proiect. 
Noua rețea feroviară va avea 5.000 km lungime și va acoperi zone din jurul capitalei Addis Abeba. Calea ferată va fi construită în două etape, prima fază implicând construcția a cinci linii. Proiectul va oferi 300.000 de locuri de muncă în construcții și va costa 336 milioane de dolari SUA anual, timp de cinci ani. Sistemul va transporta 6 milioane de tone de mărfuri. India a dat 300 de dolari SUA pentru rețeaua feroviară Ethio-Djibouti.
Ecartamentul căii ferate noi va fi de 4 ft 8 1⁄2, ecartamentul standard propus în țările învecinate. Este inclus în proiect și un sistem feroviar ușor în Addis Abeba.

## Legături feroviare către țările vecine
- Djibouti - da - 1.000 mm
- Kenya - nu diferență de ecartament 1.000 mm
- Eritrea - diferență de ecartament 1.000 mm/950 mm
- Somalia - nu există căi ferate
- Sudan - diferență de ecartament 1.000 mm/1.067 mm